# Águas Vermelhas
Águas Vermelhas – miasto i gmina w Brazylii, w stanie Minas Gerais.